# Johannes Eriksen
Johannes Eriksen (n. 12 iunie 1889, Frederiksberg, Danemarca – d. 25 iunie 1963, Frederiksberg, Danemarca) a fost un luptător ce a reprezentat Danemarca, medaliat olimpic. A participat la 3 ediții ale Jocurilor Olimpice (1908, 1912, 1920) în care a câștigat o medalie de bronz.